# Perkala fjärden
Perkala fjärden är en fjärd i Finland. Den ligger i landskapet Egentliga Finland, i den sydvästra delen av landet, 190 km väster om huvudstaden Helsingfors.
Perkala fjärden avgränsas av Perkala i öster, Södö i söder, Iniö i väster och Kolko i norr. I norr ansluter den till Kolko sund i nordöst till Alskärs fjärden och i sydväst till Näse strömmen.